# Mancomunidad de Bidausi
La Mancomunidad de Residuos Sólidos de Bidausi (Zabor Sendoen Batza Bidausi en euskera) es el ente supramunicipal que agrupa a la mayoría de los municipios de la Comarca de Auñamendi, de Navarra (España). Su sede se encuentra en la localidad de Garralda. Su competencia se centra en la recogida y gestión de los residuos sólidos urbanos.

## Zona de actuación
La mancomunidad está integrada por los municipios de: Abaurrea Alta, Abaurrea Baja, Aria, Arive, Burguete, Erro, Garayoa, Garralda, Orbaiceta, Orbara, Oroz-Betelu, Roncesvalles, Valcarlos y Villanueva de Aezkoa.

## Gestión de los residuos urbanos
La Mancomunidad gestiona los residuos urbanos a través de su recogida selectiva, que afecta a las diferentes fracciones: materia orgánica y resto, envases, papel-cartón, vidrio. Los voluminosos los gestiona a través de los Traperos de Emaús.
Los residuos orgánicos y de la fracción resto (contenedor verde) son trasladados a la planta de tratamiento de El Culebrete. Los envases recogidos son trasladados la planta de selección de Peralta para su posterior aprovechamiento y reciclaje. Utiliza para ello la estación de transferencia de residuos de Sangüesa.
La Mancomunidad participa en el Consorcio de Residuos de Navarra.